# Valentine Varela
Pour les articles homonymes, voir Varela.
Valentine Varela, née le 7 mai 1965, est une actrice et réalisatrice française.

## Biographie
Valentine Varela est la fille de Nina Companeez. Mariée au metteur en scène Anne-André Reille, elle a deux enfants: Yllan (né en 1995) et Telma (née en 2000).
Elle a débuté au théâtre dans la Compagnie Francis Huster, en même temps que les comédiennes Clotilde Courau, Valérie Crunchant, Cristiana Reali ou Valérie Bonneton.
Elle continue aujourd'hui une carrière au théâtre et au cinéma. Depuis 2009, elle réalise également des films documentaires.

## Théâtre
- 1989 : Lorenzaccio d’Alfred de Musset, mise en scène Francis Huster, Théâtre du Rond-Point
- 1989 : Le Dépôt des locomotives de Michel Diaz, mise en scène Georges Vitaly, Théâtre Mouffetard
- 1990 : Roméo et Juliette de William Shakespeare, mise en scène Jean-Paul Lucet
- 1990 : Le Maître de go de Yasunari Kawabata, mise en scène Jean-Paul Lucet, Théâtre des Célestins
- 1991 : Et ainsi de suite..., d'après Une demande en mariage d'Anton Tchekhov[3]
- 1992 : Amy Robsart de Victor Hugo, prix Jean-Marais pour le rôle-titre
- 1992 : Sans rancune de Sam Bobrick et Ron Clark, mise en scène Pierre Mondy, adaptation Jean Poiret, Théâtre du Palais-Royal
- 1993 : Le Cid de Corneille, mise en scène Francis Huster theatre Marigny(reprise en 1994 au théâtre Marigny 1994)
- 1996 : Monsieur de Saint-Futile de Françoise Dorin, mise en scène Jean-Luc Moreau, Théâtre des Bouffes-Parisiens
- 1996 : Temps variable en soirée d’Alan Ayckbourn, adaptation Michel Blanc, mise en scène Stéphan Meldegg, Théâtre de la Renaissance
- 1998 : Partage de midi de Paul Claudel, mise en scène Gérard Desarthe, nomination au Molière de la révélation féminine (rôle d'Ysé)
- 2000 : La Locandiera de Carlo Goldoni, mise en scène Claudia Stavisky
- 2002 : Turcaret ou le Financier de Lesage, mise en scène Gérard Desarthe, Maison de la culture de Loire-Atlantique (Nantes), MC93 Bobigny, Théâtre des Célestins, Théâtre du Nord
- 2005 :       13 Romeo et juliette mise en scène Benoit Lavigne
- 2006 : La guerre de Troie n'aura pas lieu de Jean Giraudoux, mise en scène Nicolas Briançon, Théâtre Silvia-Monfort
- 2014 : Roméo et Juliette de William Shakespeare, mise en scène Nicolas Briançon, Théâtre de la Porte-Saint-Martin (reprise en 2015)
- 2015 : Juste le temps de faire des petits bagages d'Alix Brijatoff, avec Judith Magre et Éric Slabiak et ses musiciens

## Filmographie

### Actrice

#### Cinéma
- 1972 : Faustine et le bel été de Nina Companeez : Marie
- 1993 : Je t'aime quand même de Nina Companeez : Pauline
- 1994 : Le Fils préféré de Nicole Garcia : Mireille dite Chloé
- 1995 : Jefferson à Paris (Jefferson in Paris) de James Ivory : une patiente
- 1998 : L’Homme de ma vie de Stéphane Kurc : Carole Rossi
- 2001 : Heidi de Markus Imboden : Adelheid
- 2005 : Je préfère qu’on reste amis… d’Olivier Nakache et Éric Toledano : la seconde femme du second speed dating
- 2008 : Agathe Cléry d’Étienne Chatiliez : Valérie

#### Télévision
- 1978 : Un ours pas comme les autres (mini-série) de Nina Companeez : Julie
- 1982 : Le Chef de famille (mini-série télévisée) de Nina Companeez, épisode 5 Le Songe d'une nuit d'été : la jeune fille à vélo
- 1986 : Grand Hôtel (série) de Jean Kerchbron : Natalia
- 1988 : Cinéma 16 (série), épisode Staccato d’André Delacroix : Lucia
- 1989 : Le Banquet (téléfilm) de Marco Ferreri
- 1991 : Navarro (série télévisée), saison 3, épisode 9 À l’ami, à la mort de Nicolas Ribowski
- 1992 : Secret de famille (mini-série) d’Hervé Baslé : Élise
- 1994 : Charlemagne, le prince à cheval (mini-série) de Clive Donner : Luitpergue
- 1995 : Prise de têtes (téléfilm) d’Éric Civanyan : Nathalie Groc
- 1995 : L’Allée du Roi (téléfilm) de Nina Companeez : Madame de Montespan
- 1998 : H (série), saison 1, épisode 5 Une grossesse de Charles Nemes : Delphine
- 1998 : La Poursuite du vent (mini-série) de Nina Companeez : Clio
- 2000 : Nos jolies colonies de vacances (téléfilm) de Stéphane Kurc : Nathalie
- 2002 : La Chanson du maçon (téléfilm) de Nina Companeez : Nanette
- 2003 : Orages (téléfilm) de Peter Kassovitz : Irène Le Henin
- 2004 : Maigret, épisode 49 Maigret et l’ombre chinoise – Madeleine Dormoy-Boyer
- 2004 : Julie Lescaut, épisode 13.06 L’Affaire Lerner de Luc Goldenberg – Chloé
- 2004: Le Fond de l'air est frais (téléfilm) de Laurent Carcélès : Chantal
- 2005 : Diane, femme flic (série), saison 3, épisode 2 L’Apprenti de Dominique Tabuteau : Fabienne Jaubin
- 2006 : Famille d'accueil (série), saison 5, épisode 3 Le Témoin de Marion Sarraut : Laure Marene
- 2008 : Voici venir l’orage… (mini-série) de Nina Companeez : Natalia
- 2011 : À la recherche du temps perdu (mini-série) de Nina Companeez : Oriane, duchesse de Guermantes

#### Film publicitaire
1988/1993 : Campagne publicitaire pour le parfum Égoïste, de Chanel
https://www.youtube.com/watch?v=ZDwAKK7Wsts filmée par Jean-Paul Goude
1989/1992 : Campagne publicitaire pour Les 3 Suisses filmée par Bertrand Blier
http://www.culturepub.fr/videos/3-suisses-vente-par-correspondance-la-voiture/
http://www.culturepub.fr/videos/3-suisses-vente-par-correspondance-la-femme-trompee/

### Réalisatrice
- 2009 : Voici venir le tournage, documentaire 26 min pour Arte[5]
- 2010 : Une voix en exil, documentaire 52 min pour Cinaps TVet Netflix Canada[5]
- 2013 : Les Enfants de la Casa, documentaire 75 min pour Zone interdite et Le Mag (M6)[5]
- 2016 : Nansen, un passeport pour les apatrides, documentaire 52 min pour Arte
- 2022: La Générale, documentaire cinéma 90 min

## Distinctions

### Nomination
- Molière de la révélation féminine pour Partage de midi (rôle d'Ysé)de Paul Claudel, mise en scène Gérard Desarthe Theatre National de Chaillot

### Récompenses
- Prix Jean Marais pour le rôle-titre Amy Robsart de Victor Hugo
- Minerve d'honneur pour le "Chouchou" de Bertrand Blier